# Ancognatha quadripunctata
Ancognatha quadripunctata är en skalbaggsart som beskrevs av Bates 1888. Ancognatha quadripunctata ingår i släktet Ancognatha och familjen Dynastidae. Inga underarter finns listade i Catalogue of Life.